# Гета, Гордей Илларионович
Гордей Илларионович Гета (укр. Гордій Іларіонович Гета; 1904 год, село Лизогубова Слобода, Киевская губерния — 26 октября 1952) — советский работник сельского хозяйства, управляющий отделением Красноармейского свеклосовхоза Министерства пищевой промышленности СССР, Полтавская область, Украинская ССР. Герой Социалистического Труда (1948).

## Биография
Родился в 1904 году в крестьянской семье в селе Лизогубова Слобода. В довоенное время работал бригадиром полеводческой бригады в Згуровском свеклосовхозе. Бригада Гордея Геты ежегодно перевыполняла план по выращиванию сахарной свеклы. В 1938 году собрал 1080 центнеров сахарной свеклы на своём участке площадью один гектар. За эти выдающиеся трудовые достижения был награждён в 1939 году Орденом Ленина.
После начала Великой Отечественной войны был призван на фронт. Воевал на Юго-Западном фронте, с декабря 1941 года — в партизанском отряде имени Щорса. С 1945 года воевал в составе 19-й артиллерийской дивизии на 3-м Украинском фронте.
После демобилизации работал управляющим отделением Красноармейского свеклосовхоза Згуровского района. В 1947 году в отделении свеклосовхоза было собрано в среднем по 806 центнеров сахарной свеклы с участка площадью 21 гектар. В 1948 году был удостоен звания Героя Социалистического Труда «за получение высоких урожаев сахарной свеклы при выполнении совхозом плана сдачи государству сельскохозяйственных продуктов в 1947 году и обеспеченности семенами зерновых культур для весеннего сева 1948 года».

## Награды
- Герой Социалистического Труда — указом Президиума Верховного Совета СССР от 30 апреля 1948 года
- Орден Ленина — дважды (07.02.1939; 1948)
- Медаль «За боевые заслуги» (20.05.1945)